# Portazgo (Madrid)
Portazgo és un barri del districte de Puente de Vallecas, a Madrid. Té una superfície de 124,53 hectàrees i una població de 27.655 habitants (2016). Limita al nord amb Fontarrón (Moratalaz), al sud amb Palomeras Bajas, a l'oest amb Numancia i a l'est amb Palomeras Sureste. Està delimitat al nord per l'Avinguda del Mediterraneo, a l'est per l'avinguda de Pablo Neruda i a l'oest pel carrer Pío Felipe i l'Avinguda de Buenos Aires.